# پروتون ساگا (نسل دوم)
نسل دوم پروتون ساگا یک خودروی ۴ در سدان است که در مالزی توسط پروتون هولدینگ از ۱۸ ژانویه ۲۰۰۸ تا ۲۰۱۶ تولید می‌شد. نسل دوم پروتون ساگا براساس سکو پروتون ساوی در پروتون هولدینگ با پشتیبانی فنی لوتوس کارز و LG CNS توسعه یافته بود. پروتون نسخهٔ بهبود یافته‌ای از این خودرو را به نام پروتون ساگا اف‌ال در ۳۰ نوامبر ۲۰۱۰ ساخت. ۸ ماه بعد نسخهٔ بیشتر بهبود یافته آن نیز به نام پروتون ساگا اف‌ال‌ایکس معرفی شد.

## مشخصات

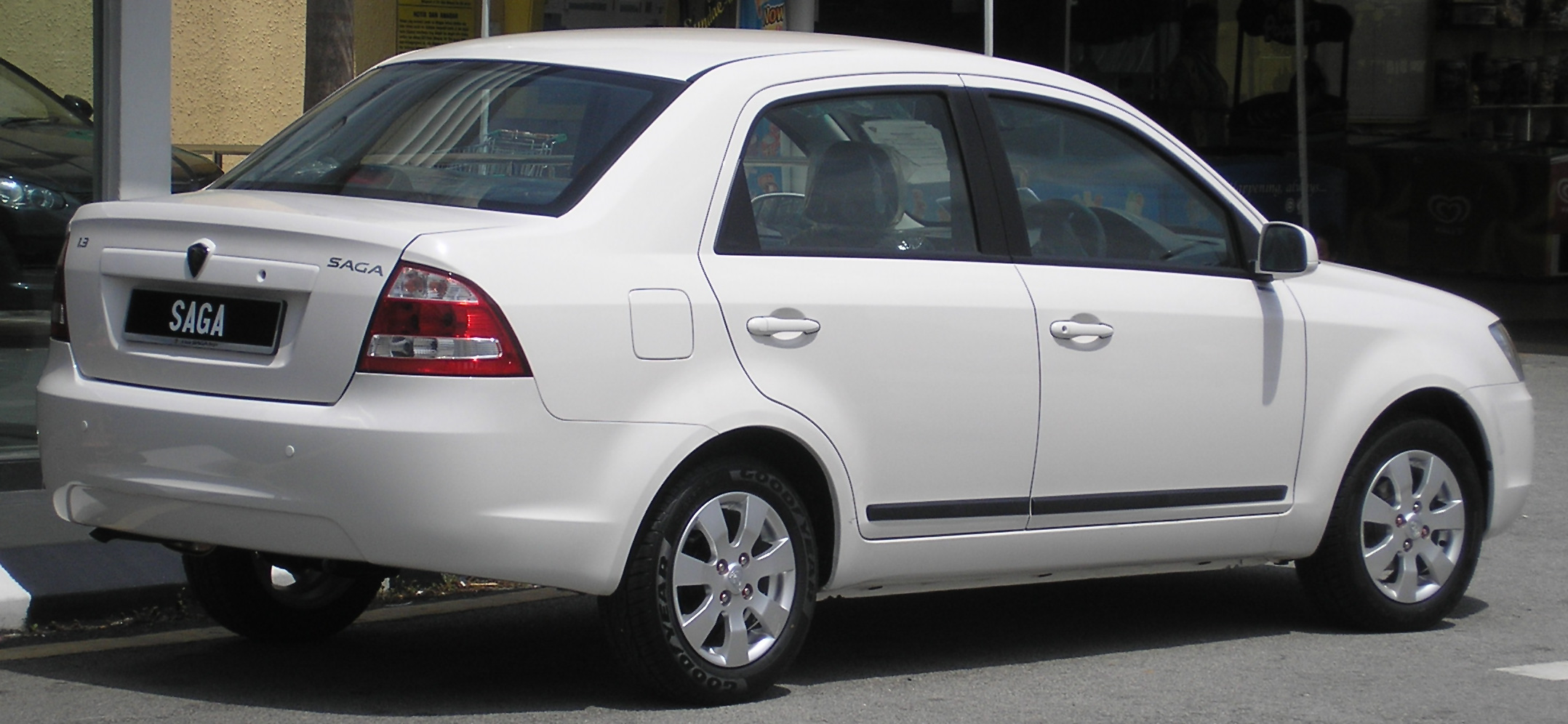
نمای پشت پروتون ساگا در مالزی

| ادعای سازنده                           | ادعای سازنده                                                                                      |
| انتقال قدرت و عملکرد                   | انتقال قدرت و عملکرد                                                                              |
| -------------------------------------- | ------------------------------------------------------------------------------------------------- |
| موتور                                  | CamPro IAFM, 4 سیلندر DOHC 16V                                                                    |
| حداکثر سرعت (km/h)                     | ۱۶۰ کیلومتر بر ساعت (۹۹ مایل بر ساعت) دستی / ۱۵۵ کیلومتر بر ساعت (۹۶ مایل بر ساعت) به صورت خودکار |
| شتاب ۰–۱۰۰ کیلومتر/ساعت (ثانیه)        | ۱۳٫۰ ثانیه دستی / ۱۴٫۵ ثانیه اتوماتیک                                                             |
| حداکثر قدرت hp(kW)/دور در دقیقه        | ۹۴ اسب بخار (۷۰ کیلووات) / 6,000 rpm                                                              |
| حداکثر گشتاور (نیوتن متر/دور در دقیقه) | ۱۲۰ نیوتن متر (۸۹ پوند نیرو-فوت) / 4000 دور در دقیقه                                              |
| پر ظرفیت مخزن (لیتر)                   | ۴۰                                                                                                |
| لاستیک و رینگ                          | 175 / 70 R13 – جراحی یا 185 / 60 R14 – آلیاژ                                                      |
| شاسی                                   |                                                                                                   |
| قدرت فرمان                             | هیدرولیک فرمان                                                                                    |
| تعلیق (جلو/عقب)                        | MacPherson strut / چرخش پرتو                                                                      |
| ترمز (جلو/عقب)                         | تهویه دیسک / درام                                                                                 |